# Liste der Wappen mit dem Geldrischen Löwen
Die Liste der Wappen mit dem Geldrischen Löwen enthält Kommunalwappen und weitere  Wappen sowie Logos mit dem Geldrischen Löwen. Es war ein heraldisches Wappensymbol und gemeine Figur (Wappentier) des Herzogtums Geldern. Die in der Liste aufgeführten Kommunen, Orte und Verwaltungseinheiten weisen in ihren Wappen durch den Geldrischen Löwen auf die historische Zugehörigkeit zu diesem Herzogtum hin.

## Wappenbeschreibung
In Blau ein schreitender zwiegeschwänzter rotbekronter, rotbezungter und rotbewehrter goldener Löwe.

## Wappen in Deutschland
Die deutschen Orte und Kommunen lagen im geldrischen Oberquarier, auch Roermonder Quartier genannt.
| Wappen | Körperschaft                        | Name            | Landkreis       | Bundesland          | Beschreibung                                                                              |
| ------ | ----------------------------------- | --------------- | --------------- | ------------------- | ----------------------------------------------------------------------------------------- |
|        | ehemalige Gemeinde, heute zu Kerken | Amt Nieukerk    | Kreis Kleve     | Nordrhein-Westfalen | im oberen Feld ein steigender rotbewehrter zwiegeschwänzter goldener (gelber) Löwe        |
|        | Stadt                               | Erkelenz        | Kreis Heinsberg | Nordrhein-Westfalen | oben ein schreitender, doppelschwänziger, rotbezungter und -bewehrter goldener Löwe       |
|        | Stadt                               | Geldern         | Kreis Kleve     | Nordrhein-Westfalen | ein schreitender zwiegeschwänzter rotbekronter, rotbezungter und -bewehrter goldener Löwe |
|        | Stadt                               | Goch            | Kreis Kleve     | Nordrhein-Westfalen | oben ein wachsender, rot gekrönter und rot bewehrter, zwiegeschwänzter goldener Löwe      |
|        | Ortsteil der Stadt Geldern          | Kapellen        | Kreis Kleve     | Nordrhein-Westfalen |                                                                                           |
|        | Ortsteil der Stadt Erkelenz         | Kückhoven       | Kreis Heinsberg | Nordrhein-Westfalen | Der Löwe ist nicht zwiegeschwänzt                                                         |
|        | Kreis                               | Kreis Heinsberg |                 | Nordrhein-Westfalen | Der Löwe ist silbern                                                                      |
|        | Stadt                               | Alt-Viersen     | Kreis Viersen   | Nordrhein-Westfalen | Stadt Viersen bis 1969                                                                    |
|        | Kreis                               | Kreis Viersen   |                 | Nordrhein-Westfalen | hinten ein nach rechts gewandter zwiegeschwänzter goldener Löwe, rot bewehrt              |
|        | Stadt                               | Wegberg         | Kreis Heinsberg | Nordrhein-Westfalen | ben ein wachsender, rot gekrönter, bewehrter und gezungter zwiegeschwänzter goldener Löwe |

## Wappen in den Niederlanden
Das Herzogtum bestand vier Verwaltungseinheiten, dem Oberquartier Roermond und den drei Niederquartieren Arnhem, Nijmegen und Zutphen.
| Wappen | Körperschaft | Name               | Provinz            | Quartier | Beschreibung                                                                                       |
| ------ | ------------ | ------------------ | ------------------ | -------- | -------------------------------------------------------------------------------------------------- |
|        | Provinz      | Provinz Limburg    |                    |          | |
|        | Gemeinde     | Belfeld            | Provinz Limburg    | Roermond | Gemeinde bis 2001                                                                                  |
|        | Stadt        | Roermond           | Provinz Limburg    | Roermond | oben ein doppelschwänziger, aufrechter, rotbezungter und -bewehrter, goldbekronter, goldener Löwe, |
|        | Gemeinde     | Middelaar          | Provinz Limburg    |          | |
|        | Stadt        | Venlo              | Provinz Limburg    | Roermond | |
|        | Provinz      | Provinz Gelderland |                    |          | |
|        | Gemeinde     | Doetinchem         | Provinz Gelderland | Zutphen  | |
|        | Gemeinde     | Harderwijk         | Provinz Gelderland | Arnhem   | |
|        | Gemeinde     | Hattem             | Provinz Gelderland | Arnhem   | |
|        | Gemeinde     | Lochem             | Provinz Gelderland | Zutphen  | |
|        | Stadt        | Zutphen            | Provinz Gelderland | Zutphen  | |

## Logos
| Wappen | Ort      | Name                              | Verein / Institution | Beschreibung                                                                                           |
| ------ | -------- | --------------------------------- | -------------------- | --- |
|        | Erkelenz | SC 09 Erkelenz                    | Fußballverein        | Der Löwe wurde dem Stadtwappen entlehnt, ist in stilisierter Form und nicht zwiegeschwänzt dargestellt |
|        | Erkelenz | Heimatverein der Erkelenzer Lande | Heimatverein         | |